# Escut de Sant Celoni
L'escut oficial de Sant Celoni té el següent blasonament:
Escut caironat truncat i semipartit: 1r d'atzur, una campana d'or batallada de sable; 2n d'or, una cabra arrestada de sable i bordura de 8 peces també de sable; i al 3r de gules, una creu plena d'argent. Per timbre, una corona mural de vila.

## Història
Va ser aprovat el 18 d'octubre del 1983 i publicat al DOGC el 23 de novembre del mateix any amb el número 383.
La campana és el senyal tradicional de les armes de la vila. Sant Celoni va ser centre d'una comanda hospitalera de 1151 a 1405, en què fou comprada per Bernat IV de Cabrera. L'escut conté les armes parlants del vescomtat de Cabrera i la creu dels cavallers de Sant Joan de l'Hospital.